# 280-ті до н. е.

## Події
- закінчено спорудження Александрійського маяка — одного з семи чудес світу;
- 283 — кінець правління в еллістичному Єгипті Птолемея I Сотера;
- 283 — початок правління в еллістичному Єгипті Птолемея II Філадельфа;